# Schistura
Genre
Schistura est un genre de poissons téléostéens de la famille des Nemacheilidae (ordre des Cypriniformes). Schistura est un genre de « loches de pierre » qui se rencontre en Asie méridionale et orientale. Tous les membres du genre Schistura vivent dans des ruisseaux et des rivières ; certains habitent des grottes et sont dites troglobites. 

## Liste des espèces
Liste de 219 espèces :
- Schistura acuticephala Hora, 1929
- Schistura afasciata Mirza & Bănărescu, 1981
- Schistura aizawlensis Lalramliana, 2012[2]
- Schistura albirostris X. Y. Chen & Neely, 2012[3]
- Schistura alta Nalbant & Bianco, 1998
- Schistura alticrista Kottelat, 1990
- Schistura altipedunculatus Bănărescu & Nalbant, 1968
- Schistura amplizona Kottelat, 2000
- Schistura anambarensis Mirza & Bănărescu, 1970
- Schistura andrewi Solo, Lalramliana, Lalronunga & Lalnuntluanga, 2014[4]
- Schistura antennata Freyhof & Serov, 2001
- Schistura aramis Kottelat, 2000
- Schistura arifi Mirza & Bănărescu, 1981
- Schistura athos Kottelat, 2000
- Schistura atra Kottelat, 1998
- Schistura aurantiaca Plongsesthee, Page & Beamish, 2011[5]
- Schistura bachmaensis Freyhof & Serov, 2001
- Schistura bairdi Kottelat, 2000
- Schistura balteata Rendahl (de), 1948
- Schistura baluchiorum Zugmayer, 1912
- Schistura bannaensis Z. M. Chen, J. X. Yang & W. L. Qi, 2005
- Schistura beavani Günther, 1868 (Creek loach)
- Schistura bella Kottelat, 1990
- Schistura bhimachari Hora, 1937
- Schistura bolavenensis Kottelat, 2000
- Schistura breviceps H. M. Smith, 1945
- Schistura bucculenta H. M. Smith, 1945
- Schistura callichroma S. Q. Zhu & S. H. Wang, 1985
- Schistura callidora Bohlen & Šlechtová, 2011[6]
- Schistura carbonaria Freyhof & Serov, 2001
- Schistura carletoni Fowler, 1924
- Schistura cataracta Kottelat, 1998
- Schistura caudofurca Đ. Y. Mai, 1978
- Schistura chapaensis Rendahl (de), 1944
- Schistura chindwinica Tilak & Husain, 1990
- Schistura cincticauda Blyth, 1860
- Schistura clatrata Kottelat, 2000
- Schistura conirostris S. Q. Zhu, 1982
- Schistura coruscans Kottelat, 2000
- Schistura crabro Kottelat, 2000
- Schistura crocotula Plongsesthee, Kottelat & Beamish, 2013[7]
- Schistura cryptofasciata X. Y. Chen, D. P. Kong & J. X. Yang, 2005
- Schistura curtistigma Mirza & Nalbant, 1981
- Schistura dalatensis Freyhof & Serov, 2001
- Schistura daubentoni Kottelat, 1990
- Schistura deansmarti Vidthayanon & Kottelat, 2003
- Schistura defectiva Kottelat, 2000
- Schistura denisoni F. Day, 1867
- Schistura desmotes Fowler, 1934
- Schistura devdevi Hora, 1935
- Schistura diminuta C. Ou, C. G. Montaña, Winemiller & Conway, 2011[8]
- Schistura disparizona W. Zhou & Kottelat, 2005
- Schistura doonensis Tilak & Husain, 1977
- Schistura dorsizona Kottelat, 1998
- Schistura dubia Kottelat, 1990
- Schistura ephelis Kottelat, 2000
- Schistura fasciata Lokeshwor & Vishwanath, 2011[9]
- Schistura fascimaculata Mirza & Nalbant, 1981
- Schistura fasciolata Nichols & C. H. Pope, 1927
- Schistura ferruginea Lokeshwor & Vishwanath, 2013[10]
- Schistura finis Kottelat, 2000
- Schistura fusinotata Kottelat, 2000
- Schistura gangetica Menon, 1987
- Schistura geisleri Kottelat, 1990
- Schistura globiceps Kottelat, 2000
- Schistura hagiangensis V. H. Nguyễn, 2005 - ( espèce inquirenda dans Schistura)
- Schistura harnaiensis Mirza & Nalbant, 1969
- Schistura himachalensis Menon, 1987
- Schistura hingi Herre, 1934
- Schistura hoai V. H. Nguyễn, 2005
- Schistura horai Menon, 1952
- Schistura huapingensis Y. F. Wu & C. Z. Wu, 1992
- Schistura huongensis Freyhof & Serov, 2001
- Schistura hypsiura Bohlen, Šlechtová & Udomritthiruj, 2014[11]
- Schistura imitator Kottelat, 2000
- Schistura implicata Kottelat, 2000
- Schistura incerta Nichols, 1931
- Schistura irregularis Kottelat, 2000
- Schistura isostigma Kottelat, 1998
- Schistura jarutanini Kottelat, 1990
- Schistura kangjupkhulensis Hora, 1921
- Schistura kangrae Menon, 1951
- Schistura kaysonei Vidthayanon & Jaruthanin, 2002
- Schistura kengtungensis Fowler, 1936
- Schistura khamtanhi Kottelat, 2000
- Schistura khugae Vishwanath & Shanta, 2004
- Schistura kloetzliae Kottelat, 2000
- Schistura kodaguensis Menon, 1987
- Schistura kohatensis Mirza & Bănărescu, 1981
- Schistura kohchangensis H. M. Smith, 1933
- Schistura koladynensis Lokeshwor & Vishwanath, 2012[12]
- Schistura kongphengi Kottelat, 1998
- Schistura kontumensis Freyhof & Serov, 2001
- Schistura latidens Kottelat, 2000
- Schistura latifasciata S. Q. Zhu & S. H. Wang, 1985
- Schistura leukensis Kottelat, 2000
- Schistura liyaiensis Lokeshwor & Vishwanath, 2014[13]
- Schistura longa S. Q. Zhu, 1982
- Schistura machensis Mirza & Nalbant, 1970
- Schistura macrocephalus Kottelat, 2000
- Schistura macrolepis Mirza & Bănărescu, 1981
- Schistura macrotaenia J. X. Yang, 1990
- Schistura maculiceps T. R. Roberts, 1989
- Schistura maculosa Lalronunga, Lalnuntluanga & Lalramliana, 2013[14]
- Schistura maejotigrina Suvarnaraksha, 2012[15]
- Schistura maepaiensis Kottelat, 1990
- Schistura magnifluvis Kottelat, 1990
- Schistura mahnerti Kottelat, 1990
- Schistura malaisei Kottelat, 1990
- Schistura manipurensis B. L. Chaudhuri, 1912
- Schistura megalodon Endruweit, 2014[16]
- Schistura melarancia Kottelat, 2000
- Schistura menanensis H. M. Smith, 1945
- Schistura minuta Vishwanath & Shanta Kumar, 2006
- Schistura mizoramensis Lalramliana, Lalronunga, Vanramliana & Lalthanzara, 2014[17]
- Schistura mobbsi Kottelat & Leisher, 2012[18]
- Schistura moeiensis Kottelat, 1990
- Schistura montana McClelland, 1838
- Schistura mukambbikaensis Menon, 1987
- Schistura multifasciata F. Day, 1878
- Schistura nagaensis Menon, 1987
- Schistura nagodiensis Sreekantha, Gururaja, Rema Devi, Indra & Ramachandra, 2006
- Schistura namboensis Freyhof & Serov, 2001
- Schistura nandingensis S. Q. Zhu & S. H. Wang, 1985
- Schistura nasifilis Pellegrin, 1936
- Schistura nebeshwari Lokeshwor & Vishwanath, 2013[19]
- Schistura nicholsi H. M. Smith, 1933
- Schistura nilgiriensis Menon, 1987
- Schistura nomi Kottelat, 2000
- Schistura notostigma Bleeker, 1863
- Schistura novemradiata Kottelat, 2000
- Schistura nudidorsum Kottelat, 1998
- Schistura obeini Kottelat, 1998
- Schistura obliquofascia Lokeshwor, Barat, Sati, Darshan, Vishwanath & Mahanta, 2012[20]
- Schistura oedipus Kottelat, 1988
- Schistura orthocauda Đ. Y. Mai, 1978
- Schistura pantherina Page, Plongsesthee & Z. S. Randall, 2012[21]
- Schistura papulifera Kottelat, Harries & Proudlove, 2007
- Schistura paucicincta Kottelat, 1990
- Schistura paucifasciata Hora, 1929
- Schistura paucireticulata Lokeshwor, Vishwanath & Kosygin, 2013[22]
- Schistura pawensis Bohlen & Šlechtová, 2013[23]
- Schistura personata Kottelat, 2000
- Schistura pertica Kottelat, 2000
- Schistura pervagata Kottelat, 2000
- Schistura phamhringi Shangningam, Lokeshwor & Vishwanath, 2014[24]
- Schistura phongthoensis V. H. Nguyễn, 2005 - ( espèce inquirenda dans Schistura)
- Schistura poculi H. M. Smith, 1945
- Schistura polytaenia S. Q. Zhu, 1982
- Schistura porocephala Lokeshwor & Vishwanath, 2013[25]
- Schistura porthos Kottelat, 2000
- Schistura prashadi Hora, 1921
- Schistura pridii Vidthayanon, 2003
- Schistura procera Kottelat, 2000
- Schistura prolixifasciata L. P. Zheng, J. X. Yang & X. Y. Chen, 2012[26]
- Schistura pseudofasciolata W. Zhou & G. H. Cui, 1993
- Schistura psittacula Freyhof & Serov, 2001
- Schistura pumatensis X. K. Nguyễn & H. D. Nguyễn, 2007
- Schistura puncticeps Bohlen & Šlechtová, 2013[27]
- Schistura punctifasciata Kottelat, 1998
- Schistura quaesita Kottelat, 2000
- Schistura quasimodo Kottelat, 2000
- Schistura rajasthanica Mathur & Yazdani, 1970
- Schistura rara S. Q. Zhu & W. X. Cao, 1987
- Schistura reidi H. M. Smith, 1945
- Schistura reticulata Vishwanath & Nebeshwar Sharma, 2004
- Schistura reticulofasciata A. Singh & Bănărescu, 1982
- Schistura rikiki Kottelat, 2000
- Schistura robertsi Kottelat, 1990
- Schistura rosammai N. Sen, 2009
- Schistura rubrimaculata Bohlen & Šlechtová, 2013[23]
- Schistura rupecula McClelland, 1838
- Schistura russa Kottelat, 2000
- Schistura savona F. Hamilton, 1822
- Schistura scaturigina McClelland, 1839
- Schistura shuensis Bohlen & Šlechtová, 2014[28]
- Schistura schultzi H. M. Smith, 1945
- Schistura scyphovecteta Lokeshwor & Vishwanath, 2013[19]
- Schistura semiarmata F. Day, 1867
- Schistura sertata Kottelat, 2000
- Schistura sexcauda Fowler, 1937
- Schistura sexnubes Endruweit, 2014[29]
- Schistura shadiwalensis Mirza & Nalbant, 1981
- Schistura sharavathiensis Sreekantha, Gururaja, Rema Devi, Indra & Ramachandra, 2006
- Schistura shebbearei Hora, 1935
- Schistura shuangjiangensis S. Q. Zhu & S. H. Wang, 1985
- Schistura sigillata Kottelat, 2000
- Schistura sijuensis Menon, 1987
- Schistura sikmaiensis Hora, 1921
- Schistura similis Kottelat, 1990
- Schistura singhi Menon, 1987
- Schistura sirindhornae Suvarnaraksha, 2015[30]
- Schistura sokolovi Freyhof & Serov, 2001
- Schistura sombooni Kottelat, 1998
- Schistura sonlaensis T. H. Nguyễn, V. H. Nguyễn & T. T. Hoàng, 2010[31] - (cette espèce est incertae sedis probablement dans ce genre)
- Schistura spekuli Kottelat, 2004
- Schistura spiesi Vidthayanon & Kottelat, 2003
- Schistura spiloptera Valenciennes, 1846
- Schistura spilota Fowler, 1934
- Schistura striata F. Day, 1867
- Schistura suber Kottelat, 2000
- Schistura susannae Freyhof & Serov, 2001
- Schistura tenebrosa Kangrang, Page & Beamish, 2012[32]
- Schistura tenura Kottelat, 2000
- Schistura thanho Freyhof & Serov, 2001
- Schistura tigrina Vishwanath & Nebeshwar, 2005
- Schistura tirapensis Kottelat, 1990
- Schistura tizardi Kottelat, 2000
- Schistura trilineata T. H. Nguyễn, V. H. Nguyễn & T. T. Hoàng, 2010[31] - (cette espèce est incertae sedis probablement dans ce genre)
- Schistura tubulinaris Kottelat, 1998
- Schistura udomritthiruji Bohlen & Šlechtová, 2010
- Schistura vinciguerrae Hora, 1935
- Schistura waltoni Fowler, 1937
- Schistura xhatensis Kottelat, 2000
- Schistura yersini Freyhof & Serov, 2001
- Schistura yingjiangensis S. Q. Zhu, 1982
- Schistura zonata McClelland, 1839

Selon FishBase (22 juillet 2015) - 199 espèces :
- Schistura acuticephalus (Hora, 1929)
- Schistura afasciata Mirza & Bănărescu, 1981
- Schistura aizawlensis Lalramliana, 2012
- Schistura albirostris Chen & Neely, 2012
- Schistura alta Nalbant & Bianco, 1998
- Schistura alticrista Kottelat, 1990
- Schistura altipedunculatus (Bănărescu & Nalbant, 1968)
- Schistura amplizona Kottelat, 2000
- Schistura anambarensis (Mirza & Bănărescu, 1970)
- Schistura antennata Freyhof & Serov, 2001
- Schistura aramis Kottelat, 2000
- Schistura arifi Mirza & Bănărescu, 1981
- Schistura athos Kottelat, 2000
- Schistura atra Kottelat, 1998
- Schistura aurantiaca Plongsesthee, Page & Beamish, 2011
- Schistura bachmaensis Freyhof & Serov, 2001
- Schistura bairdi Kottelat, 2000
- Schistura balteata (Rendahl, 1948)
- Schistura baluchiorum (Zugmayer, 1912)
- Schistura bannaensis Chen, Yang & Qi, 2005
- Schistura beavani (Günther, 1868)
- Schistura bella Kottelat, 1990
- Schistura bolavenensis Kottelat, 2000
- Schistura breviceps (Smith, 1945)
- Schistura bucculenta (Smith, 1945)
- Schistura callichromus (Zhu & Wang, 1985)
- Schistura callidora Bohlen & ?lechtová, 2011
- Schistura carbonaria Freyhof & Serov, 2001
- Schistura cataracta Kottelat, 1998
- Schistura caudofurca (Mai, 1978)
- Schistura chapaensis (Rendahl, 1944)
- Schistura chindwinica (Tilak & Husain, 1990)
- Schistura cincticauda (Blyth, 1860)
- Schistura clatrata Kottelat, 2000
- Schistura conirostris (Zhu, 1982)
- Schistura coruscans Kottelat, 2000
- Schistura crabro Kottelat, 2000
- Schistura cryptofasciata Chen, Kong & Yang, 2005
- Schistura curtistigma Mirza & Nalbant, 1981
- Schistura dalatensis Freyhof & Serov, 2001
- Schistura daubentoni Kottelat, 1990
- Schistura dayi (Hora, 1935)
- Schistura deansmarti Vidthayanon & Kottelat, 2003
- Schistura defectiva Kottelat, 2000
- Schistura deignani (Smith, 1945)
- Schistura desmotes (Fowler, 1934)
- Schistura devdevi (Hora, 1935)
- Schistura diminuta Ou, Montaña, Winemiller & Conway, 2011
- Schistura disparizona Zhou & Kottelat, 2005
- Schistura dorsizona Kottelat, 1998
- Schistura dubia Kottelat, 1990
- Schistura ephelis Kottelat, 2000
- Schistura fasciata Lokeshwor & Vishwanath, 2011
- Schistura fascimaculata Mirza & Nalbant, 1981
- Schistura fasciolata (Nichols & Pope, 1927)
- Schistura finis Kottelat, 2000
- Schistura fowleriana (Smith, 1945)
- Schistura fusinotata Kottelat, 2000
- Schistura geisleri Kottelat, 1990
- Schistura globiceps Kottelat, 2000
- Schistura harnaiensis (Mirza & Nalbant, 1969)
- Schistura himachalensis (Menon, 1987)
- Schistura hingi (Herre, 1934)
- Schistura hoai (Nguyen, 2005)
- Schistura horai (Menon, 1952)
- Schistura humilis (Lin, 1932)
- Schistura huongensis Freyhof & Serov, 2001
- Schistura hypsiura Bohlen, Slechtová & Udomritthiruj, 2014
- Schistura imitator Kottelat, 2000
- Schistura implicata Kottelat, 2000
- Schistura incerta (Nichols, 1931)
- Schistura irregularis Kottelat, 2000
- Schistura isostigma Kottelat, 1998
- Schistura jarutanini Kottelat, 1990
- Schistura kangjupkhulensis (Hora, 1921)
- Schistura kaysonei Vidthayanon & Jaruthanin, 2002
- Schistura kengtungensis (Fowler, 1936)
- Schistura khamtanhi Kottelat, 2000
- Schistura khugae Vishwanath & Shanta, 2004
- Schistura kloetzliae Kottelat, 2000
- Schistura kohatensis Mirza & Bănărescu, 1981
- Schistura kohchangensis (Smith, 1933)
- Schistura koladynensis Lokeshwor & Vishwanath, 2012
- Schistura kongphengi Kottelat, 1998
- Schistura kontumensis Freyhof & Serov, 2001
- Schistura laterimaculata Kottelat, 1990
- Schistura latidens Kottelat, 2000
- Schistura latifasciata (Zhu & Wang, 1985)
- Schistura leukensis Kottelat, 2000
- Schistura lingyunensis Liao, Wang & Luo, 1997
- Schistura longa (Zhu, 1982)
- Schistura machensis (Mirza & Nalbant, 1970)
- Schistura macrocephalus Kottelat, 2000
- Schistura macrolepis Mirza & Bănărescu, 1981
- Schistura macrotaenia (Yang, 1990)
- Schistura maculiceps (Roberts, 1989)
- Schistura maculosa Lalronunga, Lalnuntluanga & Lalramliana, 2013
- Schistura maejotigrina Suvarnaraksha, 2012
- Schistura maepaiensis Kottelat, 1990
- Schistura magnifluvis Kottelat, 1990
- Schistura mahnerti Kottelat, 1990
- Schistura malaisei Kottelat, 1990
- Schistura manipurensis (Chaudhuri, 1912)
- Schistura melarancia Kottelat, 2000
- Schistura menanensis (Smith, 1945)
- Schistura minuta Vishwanath & Shanta Kumar, 2006
- Schistura mobbsi Kottelat & Leisher, 2012
- Schistura moeiensis Kottelat, 1990
- Schistura multifasciata (Day, 1878)
- Schistura nagaensis (Menon, 1987)
- Schistura nagodiensis Sreekantha, Gururaja, Rema Devi, Indra & Ramachandra, 2006
- Schistura nalbanti (Bănărescu & Mirza, 1972)
- Schistura namboensis Freyhof & Serov, 2001
- Schistura nandingensis (Zhu & Wang, 1985)
- Schistura nasifilis (Pellegrin, 1936)
- Schistura nicholsi (Smith, 1933)
- Schistura nielseni Nalbant & Bianco, 1998
- Schistura niulanjiangensis Chen, Lu & Mao, 2006
- Schistura nomi Kottelat, 2000
- Schistura notostigma (Bleeker, 1863)
- Schistura novemradiata Kottelat, 2000
- Schistura nudidorsum Kottelat, 1998
- Schistura obeini Kottelat, 1998
- Schistura obliquofascia Lokeshwor, Barat, Sati, Darshan, Vishwanath & Mahanta, 2012
- Schistura oedipus (Kottelat, 1988)
- Schistura orthocauda (Mai, 1978)
- Schistura pakistanica (Mirza & Bănărescu, 1969)
- Schistura pantherina Page, Plongsesthee & Randall, 2012
- Schistura papulifera Kottelat, Harries & Proudlove, 2007
- Schistura paucicincta Kottelat, 1990
- Schistura paucifasciata (Hora, 1929)
- Schistura paucireticulata Lokeshwor, Vishwanath & Kosygin, 2013
- Schistura pawensis Bohlen & ?lechtová, 2013
- Schistura personata Kottelat, 2000
- Schistura pertica Kottelat, 2000
- Schistura pervagata Kottelat, 2000
- Schistura poculi (Smith, 1945)
- Schistura polytaenia (Zhu, 1982)
- Schistura porocephala Lokeshwor & Vishwanath, 2013
- Schistura porthos Kottelat, 2000
- Schistura prashadi (Hora, 1921)
- Schistura pridii Vidthayanon, 2003
- Schistura procera Kottelat, 2000
- Schistura prolixifasciata Zheng, Yang & Chen, 2012
- Schistura pseudofasciolata Zhou & Cui, 1993
- Schistura psittacula Freyhof & Serov, 2001
- Schistura pumatensis Nguyen & Nguyen, 2007
- Schistura punctatus (Nguyen, 2005)
- Schistura puncticeps Bohlen & ?lechtová, 2013
- Schistura punctifasciata Kottelat, 1998
- Schistura punjabensis (Hora, 1923)
- Schistura quaesita Kottelat, 2000
- Schistura quasimodo Kottelat, 2000
- Schistura rara (Zhu & Cao, 1987)
- Schistura reidi (Smith, 1945)
- Schistura rendahli (Bănărescu & Nalbant, 1968)
- Schistura reticulata Vishwanath & Nebeshwar Sharma, 2004
- Schistura reticulofasciata (Singh & Bănărescu, 1982)
- Schistura rikiki Kottelat, 2000
- Schistura robertsi Kottelat, 1990
- Schistura rubrimaculata Bohlen & ?lechtová, 2013
- Schistura rupecula McClelland, 1838
- Schistura russa Kottelat, 2000
- Schistura savona (Hamilton, 1822)
- Schistura scaturigina McClelland, 1839
- Schistura schultzi (Smith, 1945)
- Schistura sertata Kottelat, 2000
- Schistura sexcauda (Fowler, 1937)
- Schistura sexnubes Endruweit, 2014
- Schistura shadiwalensis Mirza & Nalbant, 1981
- Schistura sharavathiensis Sreekantha, Gururaja, Rema Devi, Indra & Ramachandra, 2006
- Schistura shuensis Bohlen & ?lechtová, 2014
- Schistura sigillata Kottelat, 2000
- Schistura sijuensis (Menon, 1987)
- Schistura sikmaiensis (Hora, 1921)
- Schistura similis Kottelat, 1990
- Schistura sokolovi Freyhof & Serov, 2001
- Schistura sombooni Kottelat, 1998
- Schistura sonlaensis (Nguyen, Nguyen & Hoang, 2010)
- Schistura spekuli Kottelat, 2004
- Schistura spiesi Vidthayanon & Kottelat, 2003
- Schistura spiloptera (Valenciennes, 1846)
- Schistura spilota (Fowler, 1934)
- Schistura suber Kottelat, 2000
- Schistura susannae Freyhof & Serov, 2001
- Schistura tenebrosa Kangrang, Page & Beamish, 2012
- Schistura tenura Kottelat, 2000
- Schistura thanho Freyhof & Serov, 2001
- Schistura tigrina Vishwanath & Nebeshwar Sharma, 2005
- Schistura tirapensis Kottelat, 1990
- Schistura tizardi Kottelat, 2000
- Schistura trilineata (Nguyen, Nguyen & Hoang, 2010)
- Schistura tubulinaris Kottelat, 1998
- Schistura udomritthiruji Bohlen & ?lechtová, 2010
- Schistura vinciguerrae (Hora, 1935)
- Schistura waltoni (Fowler, 1937)
- Schistura xhatensis Kottelat, 2000
- Schistura yersini Freyhof & Serov, 2001
- Schistura zonata McClelland, 1839

En 2017, 4 nouvelles espèces ont été décrites (Zootaxa) :
- Schistura epixenos Kottelat[34]
- Schistura madhavai Sudasinghe[35]
- Schistura paraxena Endruweit[36]
- Schistura stala Endruweit[37]